# Езерский, Дмитрий Сергеевич
Дмитрий Сергеевич Езерский (15 [28] февраля 1917 — 22 января 2014) — советский лётчик гражданской авиации, участник Великой Отечественной войны, Герой Советского Союза (29.06.1945). Капитан (1945).

## Биография
Родился 15 (28) февраля 1917 года в посёлке Жуковка Российской империи (ныне — город в Брянской области России) в семье рабочего-железнодорожника. Русский.
Отец погиб в железнодорожной катастрофе через год после рождения сына. Дмитрий окончил школу-семилетку и школу фабрично-заводского ученичества. Работал токарем на Жуковском механическом обозном заводе.
В 1938 году окончил Батайскую авиационную школу Гражданского Воздушного Флота (ГВФ) в Ростовской области. С сентября 1939 года работал лётчиком-пилотом в 209-м авиаотряде ГВФ в Башкирии. С марта 1941 года — пилот Киевской особой авиагруппы ГВФ на Украине.
В июне 1941, сразу с началом Великой Отечественной войны, был зачислен в Красную Армию и назначен пилотом 4-го авиаотряда Киевской особой авиагруппы ГВФ при штабе Юго-Западного фронта. С октября 1941 года — в авиационном отряде ГВФ при 40-й армии Юго-Западного фронта, был командиром звена, затем шеф-пилотом Военного совета армии (перевозил командующего армией и его заместителей).
В апреле 1942 года был отозван с фронта и направлен на переучивание на транспортные самолёты «Ли-2» и «Си-47» («Дакота»). С июля 1942 года — пилот, а с сентября того же года — командир кораблей «Ли-2» и «Си-47» в Московской авиагруппе особого назначения. В декабре 1942 года она была преобразована в 1-ю транспортную авиационную дивизию ГВФ, базировавшуюся во Внукове. Отсюда Д. С. Езерский выполнял ночные полёты в тыл противника: доставлял партизанам вооружение, боеприпасы, медикаменты, различное снаряжение, эвакуировал тяжело раненных, десантировал спецгруппы, летал на разведку.
С 10 июля 1944 по 20 марта 1945 год — командир экипажа в составе Авиационной группы особого назначения, сформированной для обеспечения действий югославских партизан и Народно-освободительной армии Югославии. Совершил в составе группы 66 боевых вылетов с аэродромов в южной Италии (под городом Бари) через Адриатическое море в Югославию, из них 47 вылетов — с посадками в расположении партизан. Эвакуировал 352 раненых, перевез через линию фронта 487 югославских солдат и офицеров.
Окончил войну в рядах 3-го транспортного авиационного полка 2-й авиационной дивизии особого назначения. Всего за годы Великой Отечественной войны Д. С. Езерский только в тыл противника выполнил 226 ночных боевых полётов, из них 78 — с посадкой на партизанские площадки. Вот как описан один из эпизодов боевой деятельности Д. С. Езерского:

В ночь с 30 на 31 августа 1944 года ст. лейтенант Езерский произвёл разведку площадки в тылу противника, в расположении 1-го Корпуса Народно-Освободительной Армии Югославии. Площадка была подготовлена силами югославов, без участия авиационных специалистов. Никаких данных, характеризующих площадку, не было. Войска противника находились в 12 км от площадки. На эту площадку нужно было перебросить артиллерийский дивизион, но англичане лететь на неё отказались из-за плохого её качества.
Несмотря на большой риск, создаваемый перечисленными обстоятельствами, ст. лейтенант Езерский произвёл отличную посадку на этой точке, составил описание и схему площадки, дал указания по её улучшению и этим обеспечил работу остальных самолётов Авиагруппы.
— Наградной лист в электронном банке документов «Подвиг народа».
За образцовое выполнение боевых заданий командования на фронте борьбы с германским фашизмом и проявленные при этом отвагу и геройство, указом Президиума Верховного Совета СССР от 29 июня 1945 года старшему лейтенанту Езерскому Дмитрию Сергеевичу присвоено звание Героя Советского Союза с вручением ордена Ленина и медали «Золотая Звезда» (медаль № 7616).
В ноябре 1945 года капитан Езерский был уволен в запас. Работал в авиаотрядах Внуковских соединений ГВФ. С февраля 1947 года — командир корабля Си-47 на международных воздушных линиях. Окончил в 1948 году Ташкентскую школу высшей лётной подготовки ГВФ. В 1950-е годы работал в Северном Йемене.
В 1959 году Дмитрий Езерский по состоянию здоровья был списан с лётной работы и переведён в Главное управление ГВФ (с 1964 года — Министерство Гражданской авиации) инженером, затем старшим инспектором по движению. С 1977 года — преподаватель в учебно-тренировочном отряде Шереметьевского аэропорта. С 1981 года — на пенсии.
Жил в Москве. Активно участвовал в общественной работе как заместитель председателя Совета ветеранов войны и труда посёлка «Сокол» в Москве, член Совета ветеранов гражданской авиации и Клуба «Опыт».
Скончался 22 января 2014 года. Похоронен на Троекуровском кладбище.

### Семья
- Отец — Сергей Владиславович (1884—1918), трагически погиб на производстве.
- Мать — Езерская Татьяна Макаровна (1886—1977).
- Жена — Захарова Надежда Дмитриевна (1914—1998).
- Сын — Езерский Сергей Дмитриевич (род. 1948).

## Награды
- Герой Советского Союза (29.06.1945)
- Орден Ленина (29.06.1945)
- Орден Красного Знамени (21.04.1943)
- Два ордена Отечественной войны I степени (4.05.1944, 11.03.1985)
- Два ордена Красной Звезды (23.02.1942, 3.11.1943)
- Орден «Знак Почёта»
- Медаль «За оборону Ленинграда»
- Медаль «За оборону Севастополя»
- Медаль «Партизану Отечественной войны» I степени
- Другие медали СССР
- Орден Партизанской Звезды I степени (Югославия)
- Звание «Почётный пилот ВВС Югославии» с золотым нагрудным знаком
- Почётный гражданин Жуковского района Брянской области

## Память

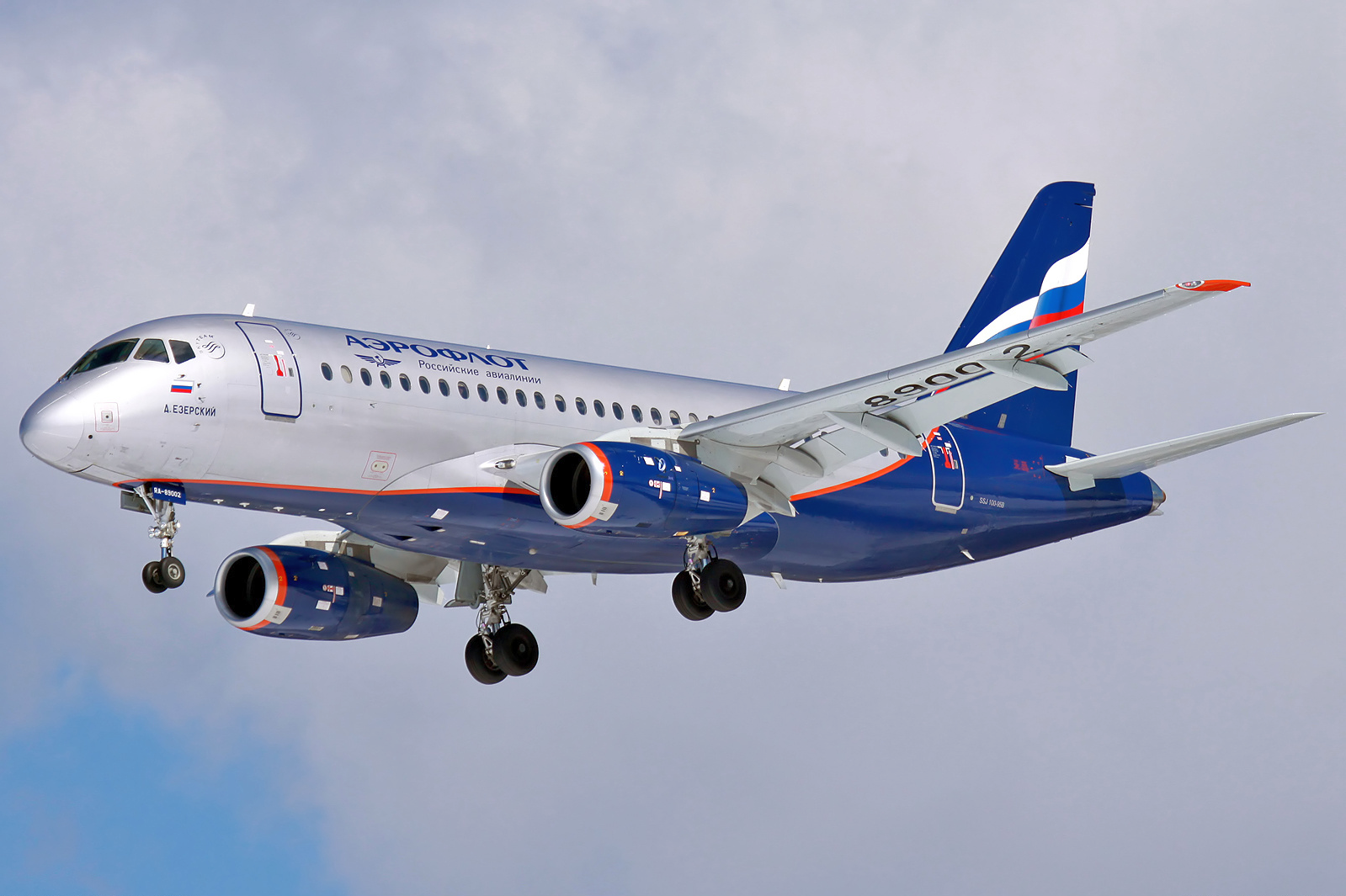
Sukhoi Superjet 100 Аэрофлота «Дмитрий Езерский».

- Именем Дмитрия Езерского назван второй из самолётов Sukhoi Superjet 100, поступивший в распоряжение авиакомпании «Аэрофлот» в августе 2011 года — борт RA-89002[7][8]. Борт RA-89002 возвращён ГСС в августе 2013 года и заменён новым в версии «full» RA-89032, который снова носит имя Д. Езерский. Борт поступил в компанию в конце января 2014 года.
- Именем Д. С. Езерского назван Лицей № 1 города Жуковка Брянской области, в котором он родился [9]. На здании лицея установлена мемориальная доска.